# Referéndum sobre la reforma de la Constitución del Perú de 2018
El referéndum sobre la reforma de la Constitución del Perú de 2018 fue un proceso electoral que se desarrolló el domingo 9 de diciembre de 2018 en el Perú para aprobar o rechazar los proyectos de reforma constitucional sobre el sistema político y judicial propuestos por el presidente Martín Vizcarra.La papeleta de votación del referéndum incluyó cuatro preguntas referidas a la reforma del Consejo Nacional de la Magistratura (CNM), el financiamiento de las campañas electorales, la no reelección de congresistas y el retorno al bicameralismo en el Congreso de la República; con posibilidad de cambiar las reformas una vez pasado dos años de vigencia.
La situación se dio en un contexto en que la crisis política de 2016-2020 alcanzó su cuarta fase de agudeza y caos. Las reformas propuestas por el Poder Ejecutivo fueron enviadas al Legislativo, mas el retraso en su aprobación motivó que el Ejecutivo hiciera cuestión de confianza, consiguiendo con ello que las reformas fueron aprobadas para luego ser sometidas a su ratificación en referéndum. El 9 de diciembre de 2018, se conoció que la población ratificó las tres primeras reformas, rechazando la referida al retorno a la bicameralidad. 

## Antecedentes

### Propuesta de referéndum
El 28 de julio de 2018, el presidente Martín Vizcarra propuso un referéndum nacional para aprobar cuatro cambios constitucionales tendientes a erradicar la corrupción en el país. Dichas medidas pretendían modificar la Constitución Política peruana para reformar el Consejo Nacional de la Magistratura, regular el financiamiento de las campañas electorales, prohibir la reelección de los parlamentarios y restituir el sistema bicameral en el congreso. En el discurso por las fiestas patrias, el primero desde su inauguración, declaró:

«Mi gobierno está comprometido a fortalecer todo el estado para derrotar a las mafias criminales y corruptas que se nutren de de nuestro país
(...) Necesitamos la opinión de todos los ciudadanos. Por eso estamos convencidos de que un referéndum es bueno para la salud de nuestra democracia».

Vizcarra obtuvo el apoyo de diversas instituciones. Así por ejemplo, Transparencia Internacional dio la bienvenida en particular a la propuesta, afirmando que "esta es una oportunidad muy importante, que se sitúa entre las otras, porque el presidente parece realmente involucrado". Por su parte la revista The Economist tituló una de sus notas a favor de Vizcarra como "El hombre adecuado".
El 2 de agosto de 2018 el presidente presentó formalmente el proyecto de ley para reformar del Consejo Nacional de la Magistratura y el 9 de agosto presentó ante el congreso los tres proyectos restantes, quedando éstos sujetos a consideración del Congreso de la República para que luego de su aprobación fueran ratificados por la población mediante referéndum, el cual el gobierno esperaba convocar para el 9 de diciembre de 2018 con la finalidad de hacerlo coincidir con la segunda vuelta de las elecciones regionales ya programadas para esa fecha.

### Crisis de entendimiento con el Congreso

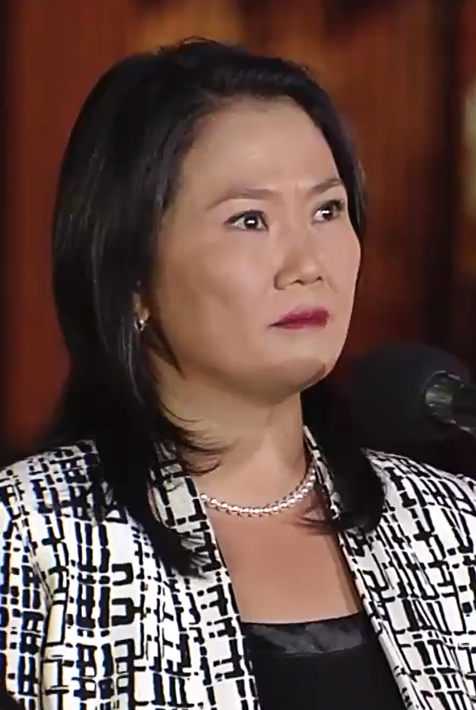
La líder del partido Fuerza Popular y cabeza de facto del Congreso Keiko Fujimori.

La oposición de mayoría fujimorista representada por su lideresa Keiko Fujimori pidió una reflexión para los cambios a realizarse, pero la aprobación de los proyectos de reforma siguió siendo una carta muerta durante varias semanas. El 14 de septiembre de 2018 la Comisión de Justicia del Congreso no aprobó el proyecto de reforma del Consejo Nacional de la Magistratura debido a la abstención de los 9 integrantes del grupo fujimorista. Dos días después, el presidente Vizcarra en un mensaje a la nación comentó que pese a haber transcurrido 40 días desde que presentara los proyectos de reforma constitucional, en el Congreso no se había aprobado aún ninguno de ellos, por lo cual había decidido formular a través de su Primer Ministro César Villanueva una cuestión de confianza centrada en la aprobación de las reformas. De acuerdo con la Constitución peruana, cuando el Congreso niega la confianza a dos gabinetes ministeriales el presidente queda habilitado a disolverlo y convocar elecciones para la conformación de un nuevo parlamento. Este escenario se hubiera producido bajo el entendimiento de que la presidencia de Martín Vizcarra era la continuación de la presidencia de Pedro Pablo Kuczynski como parte de un mismo gobierno elegido en la misma fórmula electoral para el periodo 2016-2021, por lo que de no otorgarse la confianza solicitada se trataría de la segunda negativa, habida cuenta de que durante la presidencia de Kuczynski el gobierno ya había sufrido un voto desfavorable a uno de sus gabinetes. Por su parte, simpatizantes del oficialismo realizaron marchas en la ciudad de Lima, pidiendo la renuncia del Fiscal de la Nación Pedro Chávarry, la disolución del parlamento y el establecimiento de una Asamblea Constituyente.

### Aprobación de las reformas
El gobierno finalmente obtuvo el voto de confianza de parte del Congreso y en los días siguientes, una comisión parlamentaria vota uno por uno las propuestas del ya posible referéndum. La reforma del Consejo Nacional de la Magistratura fue aprobada por unanimidad el 18 de septiembre, seguida por el financiamiento de la campaña electoral el 26 de septiembre y el 29 de septiembre por 14 votos a favor, 6 en contra y 2 abstenciones, el retorno a un sistema bicameral. La no reelección de parlamentarios se votó el 4 de octubre, dando como resultados 105 votos sobre 130 y originando el visto bueno a la celebración del referéndum sobre estas cuatro preguntas, teniendo como fecha oficial el 9 de diciembre de 2018. Según las encuestas, más del 70% de los peruanos aprueba las enmiendas en favor del referéndum.

### Convocatoria a consulta
Aprobadas las leyes de reforma constitucional, el martes 9 de octubre de 2018 el presidente de la República Martín Vizcarra firmó el decreto de convocatoria a referéndum con la finalidad de que la población las ratifique o rechace. La responsabilidad de la realización del referéndum caería bajo el Jurado Nacional de Elecciones. Debido al poco tiempo que tenía el Jurado Nacional de Elecciones, el organismo autónomo estatal decidió reutilizar a los mismos miembros de mesa y los mismos lugares de votación que se utilizaron en las elecciones regionales y municipales del 7 de octubre del mismo año.

## Preguntas incluidas en la cédula de votación

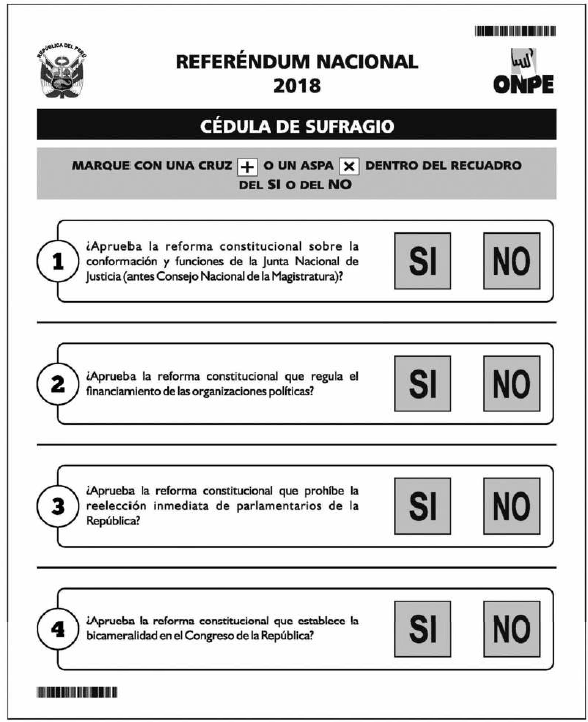
Diseño de la cédula de votación

Se someten a consulta cuatro preguntas:
1.«¿Aprueba la reforma constitucional sobre la conformación y funciones de la Junta Nacional de Justicia, antes Consejo Nacional de la Magistratura?»
Ver la Ley de Reforma
Esta pregunta se refiere a la reforma del Consejo Nacional de la Magistratura (que pasara a llamarse Junta Nacional de Justicia), cuyos miembros pasarán a ser seleccionados por el Defensor del Pueblo, el presidente de la rama judicial, el Fiscal de la Nación y el presidente del Tribunal Constitucional, como parte de un proceso público basado en la meritocracia. La Junta también presentará un informe anual al Congreso sobre sus actividades.
2.«¿Aprueba la reforma constitucional que regula el financiamiento de organizaciones políticas?».
Ver Autógrafa de la Ley de Reforma
Esta pregunta se refiere a una modificación del artículo 35 de la Constitución que regula la financiación de las organizaciones políticas, con el fin de establecer auditorías y mecanismos de control, así como para limitar lo más posible la financiación de las campañas de los candidatos por parte de entidades privadas y poner en marcha sanciones para las partes que no cumplan.
3.«¿Aprueba la reforma constitucional que prohíbe la reelección inmediata de parlamentarios de la República?»
Ver Autógrafa de la Ley de Reforma
Esta pregunta se relaciona con la prohibición de que los parlamentarios o congresistas se presenten a la reelección por un período consecutivo.
4.«¿Aprueba la reforma constitucional que establece la bicameralidad en el Congreso de la República?»
Ver Autógrafa de la Ley de Reforma
Esta pregunta se refiere a la reinstauración del sistema bicameral para el Congreso, el cual pasaría de la cámara única actual a componerse de una cámara baja de 130 diputados y una cámara alta o Senado compuesto por 50 integrantes. El proyecto original planteado por el presidente Vizcarra preveía mantener el total de 130 integrantes del parlamento dividiéndose en 100 diputados y 30 senadores. Los candidatos deben ser peruanos de nacimiento y tener al menos 25 años para los diputados y 35 años para los senadores.

## Controversias

### Críticas
El Partido Aprista Peruano si bien votó a favor del referéndum, dijo que las reformas presentadas por el ejecutivo, por propia orden de la constitución, no pueden ser observadas por el presidente de la República. El congresista del mismo partido Mauricio Mulder calificó la no reelección de congresistas de «puro populismo».
El congresista Víctor Andrés García Belaúnde de Acción Popular pidió incluir en el referéndum si la población misma está de acuerdo con la continuidad de Martín Vizcarra en la presidencia hasta 2021. Su compañero de partido, el también congresista Yonhy Lescano dijo que apoya la no reelección de congresistas pero consideró que esto no es la solución a la crisis política, pues varios legisladores nuevos ya tienen problemas de legitimación.
En otra ocasión los congresistas ya mencionados, Víctor Andrés García Belaúnde y Mauricio Mulder retaron al presidente Martín Vizcarra a tomar la medida de cerrar el congreso:

"Si él quiere [cerrar el congreso], lo invitamos a que lo haga (...) Si quiere, puede hacerlo por la fuerza militar, puede llegar acompañado de la población".
Víctor Andrés García Belaúnde, Congreso de la República, 2 de octubre de 2018.

"(...) Nosotros nos dedicaremos a ver nuestros proyectos de ley o que venga y cierre el Congreso pues, vamos a ver, pues. Que venga su ministro acá y que tenga los pantalones de sostener lo que el presidente dice a cada rato en televisión contra el Congreso".
Mauricio Mulder, Congreso de la República, 2 de octubre de 2018.

A inicios de octubre de 2018, el presidente de la República Martín Vizcarra, el mismo que personificó el proyecto del referéndum, precisó que, si bien está de acuerdo con las tres primeras reformas, se oponía a la cuarta por haber sufrido una «desnaturalización» de parte del Congreso, el cual aumentó el número de miembros originalmente propuesto para integrar el futuro congreso bicameral y aprovechó para introducir una disposición que limitaba la atribución del presidente de la república de disolver el congreso ante la censura o negación de confianza a dos gabinetes. Como consecuencia de ello, Vizcarra sostuvo que su postura, así como la de todo el oficialismo, es la del «no» a la cuarta pregunta referida a la Bicameralidad. La congresista opositora Marisa Glave, de Nuevo Perú, expresó su apoyo a la postura de Vizcarra. Asimismo, la parlamentaria oficialista Patricia Donayre coincidió con el presidente al indicar que se había aprovechado la restitución de la bicameralidad para además modificar el régimen de cuestión de confianza, pretendiendo limitar las facultades del presidente.

"(...) se empaquetó en el tema de la bicameralidad y lamentablemente el tema principal tenemos que llegar al referéndum con la pregunta de bicameralidad, con la cuestión de confianza metida de contrabando".
Patricia Donayre, 9 de octubre de 2018.

En cambio, el congresista oficialista, Gilbert Violeta de Peruanos Por el Kambio, expresó que no comparte la postura de Vizcarra sobre la cuarta reforma. En esa línea la congresista fujimorista, Luz Salgado de Fuerza Popular, aseguró que al presidente en realidad jamás le importó el tema de la bicameralidad.
Nuevamente el Partido Aprista Peruano, representados por los congresistas Javier Velásquez Quesquén y Jorge del Castillo pidieron la renuncia del presidente del Consejo de Ministros César Villanueva y del ministro de justicia Vicente Zeballos por ser desautorizados ante la nueva posición del presidente Vizcarra con respecto a la bicameralidad.
El Frente de Unidad y Defensa del Pueblo Peruano (Fudepp), movimiento político de extrema izquierda afín a la organización terrorista Sendero Luminoso, calificó el referéndum como poco efectivo durante unas protestas en Puno.

"Con el referéndum solo buscan resolver sus pugnas, no las demandas y necesidades elementales del pueblo".
Frente de Unidad y Defensa del Pueblo Peruano/Sendero Luminoso, 28 de noviembre de 2018.

### Conflicto socioeconómico en Loreto
Desde el 5 de diciembre del 2018 se desencadenó choques masivos entre pobladores de los distritos Morona y Manseriche con representantes de la empresa estatal de petróleo Petroperú ubicados en la provincia del Datem del Marañón en el departamento de Loreto al oriente del país, los entes encargados del proceso electoral confirmaron que el referéndum no se llevará a cabo en esos dos distritos. En total 5,194 electores de Morona y 6,219 de Manseriche quedaron excluidos del proceso de participación electoral.

## Campaña
El 9 de octubre de 2018, el presidente Martín Vizcarra informó su posición a favor de tres preguntas del referéndum a excepción de la bicameralidad.
El APRA solicitó al JNE la acreditación de personeros y la realización de la campaña por el "sí" en las cuatro preguntas. Acción Popular se pronunció a favor de la no reelección de congresistas. Asimismo, la organización política regional Musuq Ñan cuenta con el permiso para realizar campaña.
| «¿Aprueba la reforma constitucional sobre la conformación y funciones de la Junta Nacional de Justicia, antes Consejo Nacional de la Magistratura?» | «¿Aprueba la reforma constitucional sobre la conformación y funciones de la Junta Nacional de Justicia, antes Consejo Nacional de la Magistratura?» | «¿Aprueba la reforma constitucional sobre la conformación y funciones de la Junta Nacional de Justicia, antes Consejo Nacional de la Magistratura?» |
| --- | --- | --- |
| Sí | No | Nulo |
| PPK APRA PM AP APP NP PP DD | FP | FA |
| «¿Aprueba la reforma constitucional que regula el financiamiento de organizaciones políticas?»                                                      | | |
| Sí | No | Nulo |
| PPK APRA PM AP APP NP PP DD | FP | FA |
| «¿Aprueba la reforma constitucional que prohíbe la reelección inmediata de parlamentarios de la República?»                                         | | |
| Sí | No | Nulo |
| PPK APRA PM AP APP NP PP DD | FP | FA |
| «¿Aprueba la reforma constitucional que establece la bicameralidad en el Congreso de la República?»                                                 | | |
| Sí | No | Nulo |
| APRA AP DD | PPK FP PM APP NP PP | FA |

## Observadores internacionales
El Jurado Nacional de Elecciones confirmó la asistencia de representantes de organismos internacionales como la Organización de Estados Americanos, la Unión Interamericana de Organismos Electorales, la Unión Europea, así como la participación de delegaciones provenientes de otros países americanos y del Asia. Transparencia Internacional es la única organización no gubernamental, hasta ahora confirmada por el JNE, que participó como observador en el referéndum.

## Encuestas
- Pregunta N°1: «¿Aprueba la reforma constitucional sobre la conformación y funciones de la Junta Nacional de Justicia, antes Consejo Nacional de la Magistratura?»

| Encuestadora                  | Fuente | Fecha de campo     | Sí   | No   | Blanco/viciado | NS/NC |
| ----------------------------- | ------ | ------------------ | ---- | ---- | -------------- | ----- |
| Ipsos                         |        | Agosto de 2018     | 80 % | 14 % |                | 6 %   |
| Ipsos                         |        | Septiembre de 2018 | 68 % | 22 % |                | 10 %  |
| Ipsos                         |        | Octubre de 2018    | 66 % | 21 % |                | 13 %  |
| Datum                         |        | Octubre de 2018    | 64 % | 18 % | 7 %            | 11 %  |
| Ipsos                         |        | Noviembre de 2018  | 59 % | 27 % |                |       |
| IEP                           |        | Noviembre de 2018  | 60 % | 23 % | 27 %           |       |
| Datum (simulacro de votación) |        | Noviembre de 2018  | 67 % | 21 % | 12 %           |       |

- Pregunta N°2: «¿Aprueba la reforma constitucional que regula el financiamiento de organizaciones políticas?»

| Encuestadora                  | Fuente | Fecha de campo     | Sí   | No   | Blanco/viciado | NS/NC |
| ----------------------------- | ------ | ------------------ | ---- | ---- | -------------- | ----- |
| Ipsos                         |        | Agosto de 2018     | 75 % | 20 % |                | 5 %   |
| Ipsos                         |        | Septiembre de 2018 | 69 % | 25 % |                | 6 %   |
| Ipsos                         |        | Octubre de 2018    | 61 % | 26 % |                | 13 %  |
| Datum                         |        | Octubre de 2018    | 68 % | 16 % | 7 %            | 9 %   |
| Ipsos                         |        | Noviembre de 2018  | 62 % | 27 % |                |       |
| IEP                           |        | Noviembre de 2018  | 63 % | 23 % | 14 %           |       |
| Datum (simulacro de votación) |        | Noviembre de 2018  | 66 % | 23 % | 11 %           |       |

- Pregunta N°3: «¿Aprueba la reforma constitucional que prohíbe la reelección inmediata de parlamentarios de la República?»

| Encuestadora                  | Fuente | Fecha de campo     | Sí   | No   | Blanco/viciado | NS/NC |
| ----------------------------- | ------ | ------------------ | ---- | ---- | -------------- | ----- |
| Ipsos                         |        | Agosto de 2018     | 76 % | 32 % |                | 3 %   |
| Ipsos                         |        | Septiembre de 2018 | 68 % | 29 % |                | 3 %   |
| Ipsos                         |        | Octubre de. 2018   | 62 % | 30 % |                | 8 %   |
| Datum                         |        | Octubre de 2018    | 68 % | 19 % | 5 %            | 8 %   |
| Ipsos                         |        | Noviembre de 2018  | 68 % | 25 % |                |       |
| IEP                           |        | Noviembre de 2018  | 67 % | 22 % | 10 %           |       |
| Datum (simulacro de votación) |        | Noviembre de 2018  | 68 % | 21 % | 11 %           |       |

- Pregunta N°4: «¿Aprueba la reforma constitucional que establece la bicameralidad en el Congreso de la República?»

| Encuestadora                  | Fuente | Fecha de campo     | Sí   | No   | Blanco/viciado | NS/NC |
| ----------------------------- | ------ | ------------------ | ---- | ---- | -------------- | ----- |
| Ipsos                         |        | Agosto de 2018     | 55 % | 35 % |                | 10 %  |
| Ipsos                         |        | Septiembre de 2018 | 53 % | 38 % |                | 9 %   |
| Ipsos                         |        | Octubre de 2018    | 35 % | 46 % |                | 19 %  |
| Datum                         |        | Octubre de 2018    | 36 % | 46 % | 6%             | 12 %  |
| Ipsos                         |        | Noviembre de 2018  | 32 % | 54 % |                |       |
| IEP                           |        | Noviembre de 2018  | 32 % | 54 % | 14%            |       |
| Datum (simulacro de votación) |        | Noviembre de 2018  | 33 % | 55 % | 12%            |       |

### Votación fuera del Perú
Según la Oficina Nacional de Procesos Electorales 907 mil 839 peruanos en teoría participarán en el referéndum siendo Estados Unidos y Argentina los lugares en donde más peruanos habitan. En específico a nivel global se instalaron 234 locales de votación en 1,339 ciudades para que los peruanos residentes puedan votar. El referéndum comenzó oficialmente en Australia y Nueva Zelanda a las 8:00 a. m. que sería las 18:00 p. m. en el Perú del día sábado 8 de diciembre debido a las diferencias horarias entre Oceanía y América del Sur.

## Resultados

### Boca de urna
- Pregunta N°1: «¿Aprueba la reforma constitucional sobre la conformación y funciones de la Junta Nacional de Justicia, antes Consejo Nacional de la Magistratura?»

| Encuestadora | Fuente | Sí      | No      |
| ------------ | ------ | ------- | ------- |
| Ipsos        |        | 87.10 % | 12.90 % |

- Pregunta N°2: «¿Aprueba la reforma constitucional que regula el financiamiento de organizaciones políticas?»

| Encuestadora | Fuente | Sí      | No      |
| ------------ | ------ | ------- | ------- |
| Ipsos        |        | 85.00 % | 15.00 % |

- Pregunta N°3: «¿Aprueba la reforma constitucional que prohíbe la reelección inmediata de parlamentarios de la República?»

| Encuestadora | Fuente | Sí      | No      |
| ------------ | ------ | ------- | ------- |
| Ipsos        |        | 85.20 % | 14.80 % |

- Pregunta N°4: «¿Aprueba la reforma constitucional que establece la bicameralidad en el Congreso de la República?»

| Encuestadora | Fuente | Sí     | No     |
| ------------ | ------ | ------ | ------ |
| Ipsos        |        | 14.90% | 85.10% |

### Conteo rápido
- Pregunta N°1: «¿Aprueba la reforma constitucional sobre la conformación y funciones de la Junta Nacional de Justicia, antes Consejo Nacional de la Magistratura?»

| Encuestadora | Fuente | Sí     | No     |
| ------------ | ------ | ------ | ------ |
| Ipsos        |        | 86.6 % | 13.4 % |

- Pregunta N°2: «¿Aprueba la reforma constitucional que regula el financiamiento de organizaciones políticas?»

| Encuestadora | Fuente | Sí     | No     |
| ------------ | ------ | ------ | ------ |
| Ipsos        |        | 85.9 % | 14.1 % |

- Pregunta N°3: «¿Aprueba la reforma constitucional que prohíbe la reelección inmediata de parlamentarios de la República?»

| Encuestadora | Fuente | Sí     | No     |
| ------------ | ------ | ------ | ------ |
| Ipsos        |        | 85.8 % | 14.2 % |

- Pregunta N°4: «¿Aprueba la reforma constitucional que establece la bicameralidad en el Congreso de la República?»

| Encuestadora | Fuente | Sí    | No     |
| ------------ | ------ | ----- | ------ |
| Ipsos        |        | 9.7 % | 90.3 % |

#### Resultados oficiales[59]
- Pregunta N°1: «¿Aprueba la reforma constitucional sobre la conformación y funciones de la Junta Nacional de Justicia, antes Consejo Nacional de la Magistratura?»

|  | 77.88 % |

|  | 86.56 % |

|  | 12.09 % |

|  | 13.44 % |

- Pregunta N°2: «¿Aprueba la reforma constitucional que regula el financiamiento de organizaciones políticas?»

|  | 77.54 % |

|  | 85.78 % |

|  | 12.86 % |

|  | 14.22 % |

- Pregunta N°3: «¿Aprueba la reforma constitucional que prohíbe la reelección inmediata de parlamentarios de la República?»

|  | 77.15 % |

|  | 85.81 % |

|  | 12.76 % |

|  | 14.19 % |

- Pregunta N°4: «¿Aprueba la reforma constitucional que establece la bicameralidad en el Congreso de la República?»

|  | 8.30 % |

|  | 9.49 % |

|  | 79.14 % |

|  | 90.51 % |